# Алотеза
Алоте́за (від дав.-гр. ἄλλος «інший» і θέσις «положення») — це вільне (не комбінаторне й не позиційне) чергування приголосних як засіб творення нових коренів, причому ці зміни відіграють роль чинників словотвору. Терміна впровадив сходознавець С. С. Майзель, що під ним мав на увазі «використання чергування приголосних кореня в семантичних цілях». Саме поняття входить до ширшого — консонантного паралелізму споріднених слів. Найпростіша форма консонантного паралелізму безпосередньо не входить до поняття алотези, але може бути першим етапом її виникнення, наприклад: кмин і тмин, лицар і рицар, луна і руна, колихати і колисати, стовп і стовб, ринути й линути. Г. Карстін, говорячи про консонантний паралелізм, припускав, що «індоєвропейські корені можуть виступати в двох чи трьох (або й чотирьох) різних паралельних моделях, як-от: *tep- || *dʰeb(h)-, *ku̯ei || *gu̯hei-, *pā- || *bʰā, *mek- || *megh-, або як тріада: *kem- || *skem- || *gem-, *teu- || *deu-|| *dʰeu-». Він розглядав іще деяке розгалуження коренів, назвавши його консонантним аблаутом, коли до кореня додавалися сім різних звуків, і утворювалося нове значення: *bʰer- → «береза, берест» || *bʰel- → «білий» (кельт. belo- «так само») || *bʰeu- → гр. πιφαύσκω || *bʰen- → гр. φαίνω «з'являюся» || *bʰā- → д.-інд. bhāti «світить, сяє» (тут мав місце ларингальний сонант). Слід пам'ятати, що не всяка фонетична альтернація приголосного, супроводжувана значеннєвими змінами, є алотезою. С. С. Майзель серед єворпейських мов наводить, на його думку, такі приклади алотези, як: англ. canal («канал») і channel («протока»), cattle («худоба») і chattel («рухоме майно»), vine («виноградна лоза») і wine («вино»), mount («гора») і mound («горб, курган»); нім. Knabe («хлопчик») і Knарре («зброєносець, джура»), Schädel («череп») і Scheitei («тім'я»).
Чергування виникло в період, коли перехід дифузоїдних звуків у фонеми ще не закінчився. На ранніх етапах розвитку людства звуковідчутгя було розвинене порівняно слабко; індиферентність до вимови багатьох звуків полегшувала чергування не лише голосних, а й приголосних. Алотеза, як правило, з'являється на тому етапі розвитку мови, коли, з одного боку, у мові зміцніли тенденції відрізняти похідні поняття від первинних і субстантивно-атрибутивні поняття від дієслівних, а з другого боку, не з'явилося ще афіксної морфології, за якої алотеза стає згасаючим засобом словотвору. Там же, де афіксна морфологія не дістала розвитку, алотезу замінювали інші засоби семантичного розділення. О. Ю. Мілітарьов скептично прийняв версію про витоки алотези в так званому дофонемному періоді.
У більшості сучасних мов алотеза, як правило, не є продуктивним словотворчим засобом, лише зрідка вона може виступати як реліктове явище. Проте зберігаються численні сліди її дії в давнину. Відповідним відношенням пов'язано безліч коренів сучасних мов, але ця пов'язаність здебільшого є затемненою — її відкривають засоби сучасного генетичного мовознавства: багти і пекти, йняти і жати, тугий і дужий.